# كيل سويتش (لعبة فيديو)
مفتاح قتل (بالإنجليزية: Kill Switch)‏ هي لعبة فيديو أُنتجت بواسطة نامكو للبلاي ستيشن 2 وإكس بوكس ومايكروسوفت ويندوز في سنة 2004 وتعتمد هذه اللعبة على تصويب المسدس الخفيف مثل كويي، قامت شركة كونامي بتطوير هذه اللعبة إلى ميتال غير سوليد 2: سنز أوف لبرتي.

## وصلات خارجية
- GameRankings PC reviews
- GameRankings PS2 reviews
- GameRankings Xbox reviews
- GameRankings GBA reviews
- Kill.switch على موبي غيمز